# Kerem Bulut
Kerem Bulut (* 3. února 1990 v Sydney) je australský fotbalový útočník v současnosti působící v klubu Western Sydney Wanderers FC.

## Klubová kariéra
Svou fotbalovou kariéru začal v NSWIS. Mezi jeho další kluby patří: Sydney FC, AIS, FK Mladá Boleslav a Akhisar Belediyespor, Karşıyaka SK.

## Reprezentační kariéra
Bulut nastupoval mj. za australskou reprezentaci do 20 let. Zúčastnil se Mistrovství světa hráčů do 20 let 2011 v Kolumbii, kde mladí Australané obsadili se ziskem jednoho bodu poslední čtvrtou příčku v základní skupině C.